# アンヌ・シャルロット・ド・ロレーヌ (1755-1786)
アンヌ・シャルロット・ド・ロレーヌ（Anne Charlotte de Lorraine, 1755年11月11日 - 1786年5月22日）は、ブルボン朝末期フランスの貴族女性。ルミルモン女子修道院院長。宮廷での通称はブリオンヌ姫（Mademoiselle de Brionne）。

## 生涯
ギーズ家の一員で王室主馬頭を務めたブリオンヌ伯ルイ・シャルルと、その3番目の妻ルイーズ・ド・ロアンの間の第3子・次女。1768年に姉ジョゼフィーヌが嫁いだ後、母ブリオンヌ夫人はアンヌ・シャルロットに良縁を授けようと奔走した。
1770年、当時の王太子（ルイ16世）がマリー・アントワネットと結婚すると、王太子妃がギーズ家の本家ロレーヌ家の出身であることから、夫人はその縁を利用しようと画策した。アンヌ・シャルロットは母の策略により、王太子夫妻の成婚記念の舞踏会で特別待遇を受ける許可を得た。特別待遇とは、国王の直系王族、次いで傍系王族（血統親王、プランス・デュ・サン）が踊った後、同輩公の公爵夫人の前に、最初のメヌエットを踊るというものであった。これはエチケット違反であり、宮廷の高位貴族たちの反発を買った。公爵夫人たちは舞踏会への参加を大幅に遅らせる抗議行動を行い、舞踏会後もこの件に関する同輩公からの抗議の趣意書が国王に提出された。
ブリオンヌ夫人の宮廷での画策は失敗したものの、その後もマリー・アントワネットの母マリア・テレジア皇后の恩顧を利用して、アンヌ・シャルロットに有利な結婚相手を探した。夫人は当時フランス軍に在籍していたプファルツ＝ツヴァイブリュッケン公子マックス・ヨーゼフに狙いをつけたが、この縁談は1775年までに不成立に終わった。同年、アンヌ・シャルロットは結婚を諦め、ルミルモン修道院の補佐修道院長に就任、1782年同修道院長に昇格した。しかし修道院を初めて訪れたのは1784年のことで、その後も数回しか顔を出さず、1786年に亡くなった。

## 引用・脚注
1. ↑  フレイザー、P192。
2. 1 2  カストロ、P40。
3. 1 2  フレイザー、P194。
4. ↑  血統親王の次に同輩公が位置するという宮廷の身分序列は、1576年アンリ3世王が発したブロワ勅令に由来し、17世紀初頭には定着した。嶋中博章「わが名はルイ・ド・ブルボン--絶対王政期フランスの血統親王prince du sang」『史泉』106号、P53-70、2007年。NAID 110006555980。
5. ↑  フレイザー、P193。
6. ↑  プティフィス、P84。
7. ↑  マリー・アントワネットからマリア・テレジアへの書簡、1775年3月17日付。P・クリストフ編『マリー・アントワネットとマリア・テレジア　秘密の往復書簡』岩波書店、2002年、P176。
8. ↑  クリストフ、P177。
9. ↑  “Women in Power: 1770 | WORLDWIDE GUIDE TO WOMEN IN LEADERSHIP” (英語). guide2womenleaders.com. 2018年6月1日閲覧。